# Sociaal tolk
Een sociaal tolk heeft in België de taak om een mondelinge boodschap van een taal naar een andere te vertalen.  Zo verleent hij een anderstalige hulpzoekende toegang tot informatie waar hij recht op heeft. Dat gebeurt bijvoorbeeld in een gemeentehuis of een ziekenhuis. Tolken kan in het bijzijn van de personen in kwestie of via de telefoon. In Nederland heet de tolkspecialisatie 'gesprekstolk'.

## Opleiding (België)
Om aan de opleiding sociaal tolk te mogen beginnen, moet de kandidaat voor de opleiding eerst een taaltest Nederlands afleggen, waarin hij bewijst dat hij het Nederlands minstens op het ERK-niveau B2 beheerst. Dat kan onder andere door het voorleggen, behalen van en slagen voor
- een diploma secundair onderwijs aan een Nederlandstalige instelling in België, Nederland of Suriname.
- een diploma hoger onderwijs aan een Nederlandstalige instelling in België, Nederland of Suriname.
- een certificaat NT2 op het B2-niveau of hoger.
- een taaltest bij het Huis van het Nederlands.

Daarna volgt er een infodag waarop de kandidaat kennismaakt met de inhoud van het beroep en zijn vereiste vaardigheden en competenties. Na de infodag start de definitieve opleiding.
Voor sociaal tolk zijn er twee soorten opleidingen. De eerste opleiding (basisopleiding) richt zich op kandidaten die nog geen tolkervaring hebben. Die opleiding bestaat uit een module I (tolktechnieken, notitietechniek, terminologie en deontologie) en een module II (verschillende werkvelden in theorie en praktijk, zoals het OCMW en ziekenhuizen, terminologie en voorbereiding op de certificeringsproef). Om naar module II te kunnen gaan, moet een kandidaat eerst slagen voor module I.
De tweede opleiding richt zich op kandidaten die wel al tolkervaring hebben. Zij moeten in een traject 'Ervaringsbewijs' aantonen dat zij over alle vereiste kennis van het beroep beschikken. Dat traject bestaat uit een begeleidingsgesprek om hun vaardigheden en kennis te testen en hen in te lichten over het beroep. Op basis van het gesprek krijgt de kandidaat een beoordelingsadvies (de kandidaat mag de certificeringsproef afleggen) of een leeradvies (de kandidaat volgt beter de opleiding).
De laatste stap van de opleiding is de certificeringsproef van het Agentschap Integratie en Inburgering. Daarin moet de kandidaat in taaltesten en twee rollenspellen bewijzen dat hij gesproken boodschappen kan verwerken en reproduceren, volgens de deontologie kan handelen en met deontologische conflicten kan omgaan. Hij moet ook bewijzen dat hij het Nederlands en zijn vreemde taal goed beheerst.

## Hoe werkt sociaal tolken?
Een sociaal tolk kan in België verschillende statuten hebben. Hij kan het beroep als zelfstandige activiteit in hoofd- of bijberoep of als vrijwillige activiteit uitoefenen.
Zodra een sociaal tolk voor een opdracht opgeroepen wordt, gebeurt er veel. Op de plaats van de tolkopdracht ontmoet hij beide  gesprekspartijen pas net voor het begin van het gesprek. Die introductie kan als volgt verlopen: "Ik ben de tolk Nederlands–Taal X. Ik heb de plicht alles te tolken wat hier wordt gezegd. Ik heb discretieplicht. Ik ben onpartijdig. Jullie kunnen elkaar rechtstreeks aanspreken". De introductie geeft de tolk in beide talen. Om in het gesprek neutraal te blijven, vindt de opdracht altijd plaats in een triade: de beide partijen tegenover elkaar en de sociaal tolk in het midden.
Het tolken zelf verloopt consecutief. De ene partij zegt iets en de tolk geeft daarvan een volledige en neutrale weergave in de andere taal voor de andere partij. Tijdens het tolken mag de tolk geen schriftelijke boodschappen vertalen, maar er wel een mondelinge weergave van geven als de partij zegt wat er in het geschreven document staat.

## Deontologie van sociaal tolken
discreetEen sociaal tolk moet discreet zijn. Hij heeft beroepsgeheim en zwijgplicht, die hij enkel mag verbreken als hij opgeroepen wordt om te getuigen voor onder andere een rechtbank.
neutraalEen sociaal tolk moet neutraal zijn. Hij brengt alle gesprekspartijen in hun eigen  taal op de hoogte van zijn functie. Hij mag geen persoonlijke voorkeuren te kennen geven of duidelijk de kaart van een van de partijen trekken. Ook moet hij onderonsjes met een van de partijen vermijden. Hij mag dus geen contact hebben met een van de partijen voor of na het gesprek over dingen die niet tot de orde van de dag behoren. Een tolk mag niet behulpzaam zijn bij andere taken. Zo mag hij o.a. geen vragenlijsten invullen in naam van een van beide partijen. Ook staakt hij zijn opdracht als de neutraliteit niet gegarandeerd kan worden.
volledigEen sociaal tolk moet volledig zijn. Hij tolkt alle boodschappen van de partijen, ook beledigingen en moet daarbij hetzelfde register en dezelfde stijl gebruiken. Ook tolkt hij enkel voor de partijen die zijn introductie gehoord hebben. Als een derde onbekende partij zich bij het gesprek voegt, vraagt de tolk of de persoon aan gesprek zal deelnemen. In dat geval herhaalt de tolk zijn introductie.
transparantEen sociaal tolk moet transparant zijn. Hij moet dus melden wanneer hij afwijkt van de normale procedure, bijvoorbeeld als hij om bepaalde redenen het gesprek staakt of onderbreekt. Ook meldt hij moeilijkheden met de moeilijke woorden of dialect aan beide partijen.
professioneelEen sociaal tolk moet professioneel zijn. Hij mag enkel opdrachten aanvaarden die binnen zijn competentieveld liggen en die in de taal/talen verlopen waarvoor hij gecertificeerd is. Hij geeft bij het begin van het gesprek een introductie over zijn functie en voert tijdens het gesprek geen andere handelingen dan tolken uit. Ook deelt hij geen persoonlijke gegevens met de partijen, eventueel met uitzondering van zijn voornaam

## Telefoon- en webcamtolken
Een variant van sociaal tolken is telefoon- of webcamtolken. Daarbij gelden dezelfde principes als bij het sociaal tolken, maar het gesprek verloopt via de telefoon of de webcam. Een telefoon- of webcamtolk is sneller inzetbaar dan een gewone sociaal tolk omdat er geen verplaatsing noodzakelijk is. Een nadeel is wel dat de non-verbale communicatie grotendeels of zelfs helemaal wegvalt.